# Custer’s Revenge
Custer's Revenge — эротическая видеоигра для взрослых, разработанная Mystique для Atari 2600 и выпущенная 23 сентября 1982 года. Приобрела в своё время скандальную известность из-за того, что основная цель в игре сводилась к тому, чтобы завершить половой акт с привязанной к столбу индейской женщиной.
Главный персонаж создан по подобию командира Гражданской войны в США генерала Джорджа Армстронга Кастера, известным за своё крупное поражение в битве при Литтл-Бигхорн.
Игра вызвала скандальную реакцию у феминистских  организаций и коренных американцев. Разработчиков обвиняли в создании симулятора изнасилования.
После кризиса индустрии видеоигр в 1983 году, издатель «Mystique» обанкротился и большею часть его интеллектуальной собственности выкупила компания Playaround, включая Custer's Revenge. Новые владельцы проведи ребрендинг игры, переименовав игру в Westward Ho, а также внесли внешние изменения, например утемнили кожу индианки. Студия также создала клон под названием «General Retreat», однако игра также было подвергнута жёсткой критике.

## Игровой процесс
В игре игрок управляет персонажем по имени Кастер. Он изображён почти полностью голым, на нём надеты только кавалерийская шляпа, перчатки, ботинки и бандана. У персонажа заметна эрекция полового органа. Цель игрока сводится к тому, чтобы от имени Кастера добраться до голой индейской женщины, привязанной к столбу и завершить половой акт. При этом в сторону героя постоянно летят стрелы, от которых он должен убегать, чтобы не умереть.
В игре представлен уровень General Retreat, где наоборот, игрок управляет индейской женщиной, которая должна довести до конца половой акт с привязанным к столбу Кастером и при этом избежать попадания в неё пушечных ядер.

## Споры
Custer's Revenge сразу после своего выхода привлекла повышенное внимание, так как на упаковке игры помимо спорного изображения присутствовала саркастическая надпись «Не для продажи меньшинствам». Тогда одна копия продавалась за $49.95 (эквивалентно 134 долларам в 2020 году). На упаковке предупреждалось, что игра только для взрослых. В описании присутствовала саркастическая цитата: «если ребёнок заловит вас, скажите ему, что Кастер и девушка просто танцуют». Многие журналисты называли вышеописанное рекламным трюком. Игру начали критиковать организации, выступающие за права женщин, утверждая, что Mystique выпустила симулятор изнасилования. Custer's Revenge также вызвала гневную реакцию у коренных американцев, радикальных феминистких сообществ, организаций, выступающих против порнографии и противников компьютерных игр. Активисты оказывали давление на законодателей в Охлахома Сити с целью запретить игру к продаже. В этом городе коренные американцы составляют значительную долю от общего населения города. Multiple Industries возбудила судебный процесс на сумму в 11 миллионов долларов США против округа Саффолк, в штате Нью-Йорк, и против законодателя Филипа Нолана «из-за решения, уполномочивающего администрацию округа принять меры по прекращению продаж и распространения игры».
Тем не менее скандал обеспечил игре мощный антипиар, в итоге Mystique удалось продать примерно 80000 копий игры, что в два раза больше, чем продажи других «взрослых» игр от этого издателя — Bachelor Party и Beat 'Em & Eat 'Em. Массовые жалобы на игру поступали и в адрес Atari, хотя эта студия не имела отношение к разработке игры. Тем не менее представители компании утверждали, что пытались подать в суд на разработчиков Custer's Revenge. Стюарт Кестен, глава студии Mystique заметил, что наша основная цель заключалась не в оскорблении, а чтобы развлечь игрока [...] Когда люди играют в наши игры, мы хотим, чтобы они улыбались и смеялись. Геймдизайнер Джел Миллер заметил, что «Кастер на самом деле соблазнял девушку и она принимала „согласное участие“ в этом». В апреле 1983 года игра окончательно была снята с продаж.

## Наследие
В 1988 году игровой журнал Ahoy! назвал Custer's Revenge оскорбительной игрой, даже если её сравнивать с более поздними эротическими играми, «сделанными со вкусом». Редакция Electronic Gaming Monthly назвала Custer's Revenge девятой худшей игрой всех времён.
Custer's Revenge упоминалась в 2008 году Томом Кинаном, профессором Университета Калгари в контексте критики насилия в видеоиграх В том же году австралийский журнал PC Magazine назвал Custer's Revenge одной из худших игр, когда либо созданных, Games.net поставил жертву Кастера на пятое место в списке персонажей, ставших частью эротических скандалов. Сайт machinima.com. поставил Кастера на восьмое место в списке лучших извращенцев в компьютерных играх. Редакция сайта UGO.com поставила Custer's Revenge на десятое место в списке самых расистских видеоигр в истории по состоянию на 2010 год, а самого героя Генерала Кастера на второе место в списке самых несексуальных персонажей видеоигр всех времен.